# آنا برندا کونترراس
آنا برندا کونترِراس (انگلیسی: Ana Brenda Contreras؛ زادهٔ ۲۴ دسامبر ۱۹۸۶) یک هنرپیشه، و خواننده اهل مکزیک است. وی از سال ۲۰۰۳ میلادی تاکنون مشغول فعالیت بوده‌است.

## بخشی از فیلمشناسی
- ترسا (مجموعه تلویزیونی) (۲۰۱۰–۲۰۱۱)
- سنگدل (مجموعه تلویزیونی) (۲۰۱۳)
- دودمان (۲۰۱۷)